# Hlodáš evropský
Hlodáš evropský (Ulex europaeus) je dekorativní dřevina keřovitého vzrůstu s listy přeměněnými na trny. Tento druh vytvářející souvislé neprůchodné porosty pochází ze západních a jižních částí Evropy. Pro své okrasné a užitné vlastnosti i vytrvalost a nenáročnost byl po staletí pěstován a šířen i do vzdálených končin.
Byl sázen v okrasných zahradách i parcích a pronikl i do střední Evropy i Severní Ameriky, kde zdomácněl. Nato byl lidským přičiněním dále vyvezen na téměř všechna obývaná území, vyjma severovýchodní Asie a tropické Afriky.
V 19. století se začal také pěstovat v zahradách v prostoru nynější České republiky, odkud se ojediněle dostával do volné přírody. V české krajině je považován za poměrně vzácný neofyt a na rozdíl od tropických a subtropických zemí se samovolně šíří jen velmi málo.

## Ekologie
Jsou to rostliny milující teplá a slunné stanoviště a nejlépe rostou a kvetou v lehkých, propustných a humózních půdách s malým obsahem vápníku (4 až 5 pH). V chladnějších oblastech mimo oblast přirozeného výskytu jim v silnějších mrazech zmrznou výhony, keře však znovu obrazí a zahustí se. Je považován za druh rychle kolonizující narušené, neudržované prostory. Semenáče špatně snášejí aplikaci vápna a hnojiv, protože to podpoří růst okolních konkurenčních rostlin.
Rychlost růstu se mění s věkem, úrodnosti půdy a klimatem. V Evropě nebývají u mladých rostlin roční přírůstky větší než 20 cm a celkově vyrostou do výše cca 1 až 2 m. Na nově kolonizovaných místech v Austrálii a na Novém Zélandu přirostou ročně i 50 cm a keře tam bývají vysoké 2,5 až 5 m. Svou schopností jímat vzdušný dusík obohacují půdu o dusík a svým opadem ji okyselují.

## Popis
Bohatě rozvětvený keř s přímými nebo vystoupavými větvemi dorůstající do výše 1 až 2 m. Žebernaté, tmavě zelené větve jsou porostlé vespod trojčetnými listy a výše špičatými, asi 1 cm dlouhými, čárkovitě trojúhelníkovitými jehlicemi, ztrnovatělými listy. Větve vyrůstají z hluboko sahajícího centrálního kůlovitého kořene a mělkých, uzlinatých kořenů postranních, ty mají spící pupeny a v případě zničení nadzemních části z nich vyrostou nové prýty. Mladý semenáč má prvým rokem trojčetné listy vyrůstající v přízemní růžici. Dalším rokem na mladých prýtech se začínají vytvářet trny přeměnou zakrnělých odbočných větévek a výše z řapíků listů. Stonky jsou zelené, mají voskový povlak, porůstají řídkými chlupy a vykonávají fotosyntézu místo chybějících listů.
Na krátkých, chlupatých stopkách vyrůstají z úžlabí trnů, po jednom či dvou, asi 2 cm velké, žluté, oboupohlavné, pětičetné, voňavé květy. Žlutohnědý, vytrvalý kalich je hluboce dvoupyský a dlouhý do dvou třetin koruny tvořené zlatožlutými lístky. V květu je deset srostlých tyčinek.
Nápadné květy produkují jen malé množství nektaru, nicméně včely a čmeláci je hojně navštěvují a sbírají pyl; plodná semena se spolehlivě vytvoří i při opylení vlastním pylem.
Plodem je 1,5 až 2 cm dlouhý lusk měnící v závislosti na stupni zralosti svou barvu, od zelené po černou. Obsahuje jedno až pět, tmavě zelených, hnědých až černých semen nerovnoměrně vejčitých, která jsou velká asi 3 mm a mají žluté masíčko. Jsou těžká a vypadávají do malé vzdálenosti od keře, jen minimum se samovolně dostane dál než 5 m. Mohou být na delší vzdálenosti dopravena povrchovou vodou nebo zůstanou přilepené ke slupce lusku a pak odváta větrem. Jsou také pro své masíčko mravenci odnášena do mravenišť. Často jsou semena nacházena zapletené v rounu pasoucích se ovcí. Chromozomové číslo druhu je n = 16.

## Rozmnožování
Rostliny se rozmnožují nejčastěji semeny, která mají nepravidelnou dobu dormance a v půdě si podržují klíčivost až 30 let. Tvrdý, voskovitý obal semen ztěžuje proniknutí vody a prodlužuje jejich životnost. Klíčí obvykle na jaře a při dostatku vláhy i v průběhu celého roku. Rostliny do 3 let a starší 15 let produkují semen málo, keře v plodném věku dají z 1 m² asi 500 semen. Z počátku pomalu rostoucí semenáče mohou jen stěží konkurovat rostlinám v zapojeném porostu a proto se hlodáše nejčastěji vyskytují na narušených a dosud neobsazených stanovištích. Nově vypěstované variety nelze pro zachování speciálních vlastností množit semeny, ale musí se rozmnožovat vegetativně, řízkováním.

## Toxicita
Semena obsahují jedovatý alkaloid cytisin, ze kterého se v též vyráběly látky potřebné pro stanovení krevní skupiny. Je to křečový jed s podobnými účinky jako má nikotin. Po požití většího množství semen se dostavuje pálení, pocení a křeče, případně může dojít k ochrnutí dýchacích svalů a ke kolapsu. Zbytek rostlin je neškodný, v minulosti se na písčitých lokalitách pěstovaly jako pícnina, mladé rostliny se drtily mezi válci a používaly jako krmivo pro dobytek.

## Taxonomie
Hlodáš evropský se vyskytuje ve dvou poddruzích:
- Ulex europaeus L. subsp. europaeus
- Ulex europaeus L. subsp. latebracteatus (Mariz) Rothm.

Poddruh U. e. europaeus je hexaploidní (2n = 96) a rozšířen je po všech místech výskytu, kdežto U. e. latebracteatus je tetraploidní (2n = 64) a vyrůstá pouze ve Francii, Portugalsku a Španělsku. Viditelně se rozlišují asi 3 mm velkými, párovitými listenci pod květy, u nominátního poddruhu jsou vejčité, kdežto poddruh latebracteatus je má okrouhlé.

## Význam
Hlodáš evropský počal být koncem 18. století vysazován jako ozdobný keř do velkých zahrad a parků. S nástupem dalšího století se začala využívat také jeho vlastnost vytvářet úhledné, pro zvířata neprostupné živé ploty pro ohrazení pastvin nebo nízké větrolamy, či sloužit jako náhradní krmivo v případě sucha. Byl proto po dobrých evropských zkušenostech ve velkém rozšiřován na nová území, hlavně v britských koloniích. Tam na rozsáhlých a nestřežených prostorách velmi rychle zplaněl, začal se nekontrolovaně šířit, vytvářet neproniknutelné houštiny a vytlačovat původní vegetaci. Rychle se uchytil na málo výživných, půdách, kde si dokáže za pomoci symbiotických bakterií na kořenech získávat potřebný dusík z atmosféry. V mnoha zemích byl vyhlášen invazním druhem a například v Austrálii, na Novém Zélandu nebo Havaji se již po mnoho let bojuje s jeho vymýcením z volné přírody.
V Evropě se však agresivně většinou nechová a bývá občas vysazován jako zahradní okrasná rostlina, která je při kvetení obsypána stovkami výrazných žlutých květů. Zahradnické podniky vyšlechtily nové variety, které jsou např. plnokvěté nebo se vyznačují nízkým či sloupovitým vzrůstem a jsou vhodné i do skalek.

## Galerie

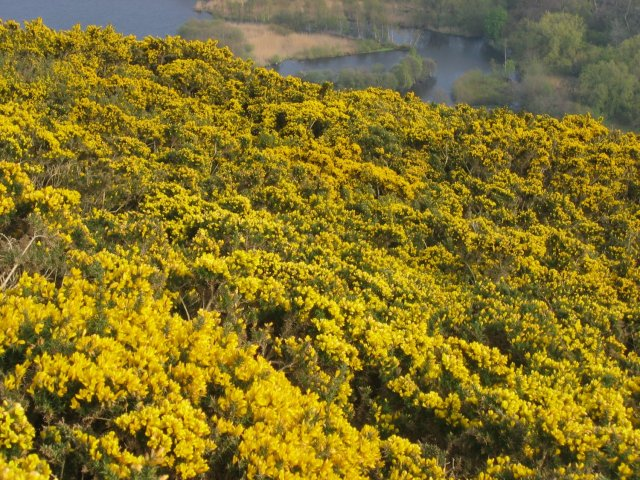
Porost "divokého" hlodaše evropského
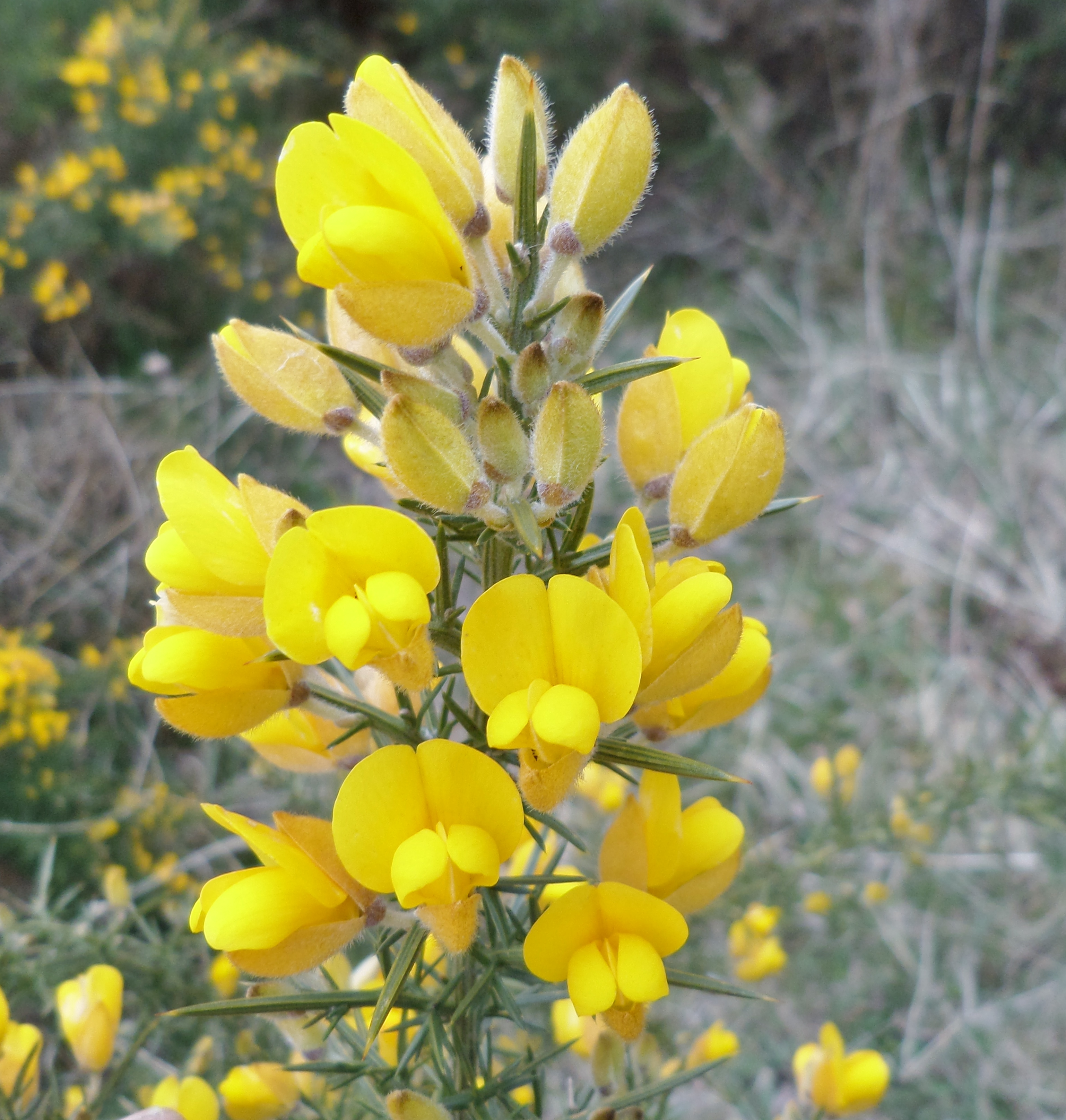
Větev s květy
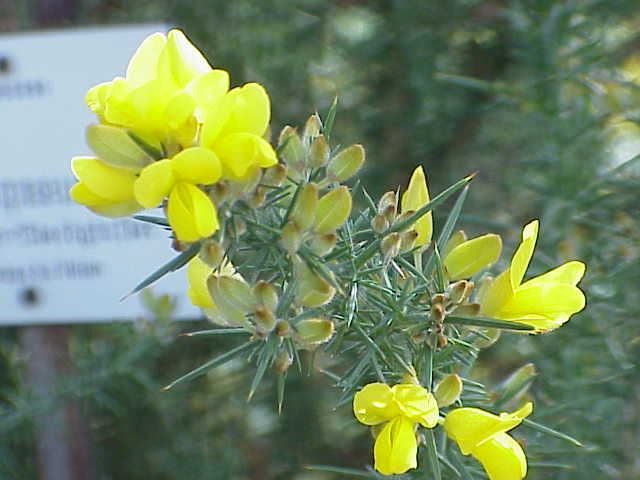
Otevřený květ
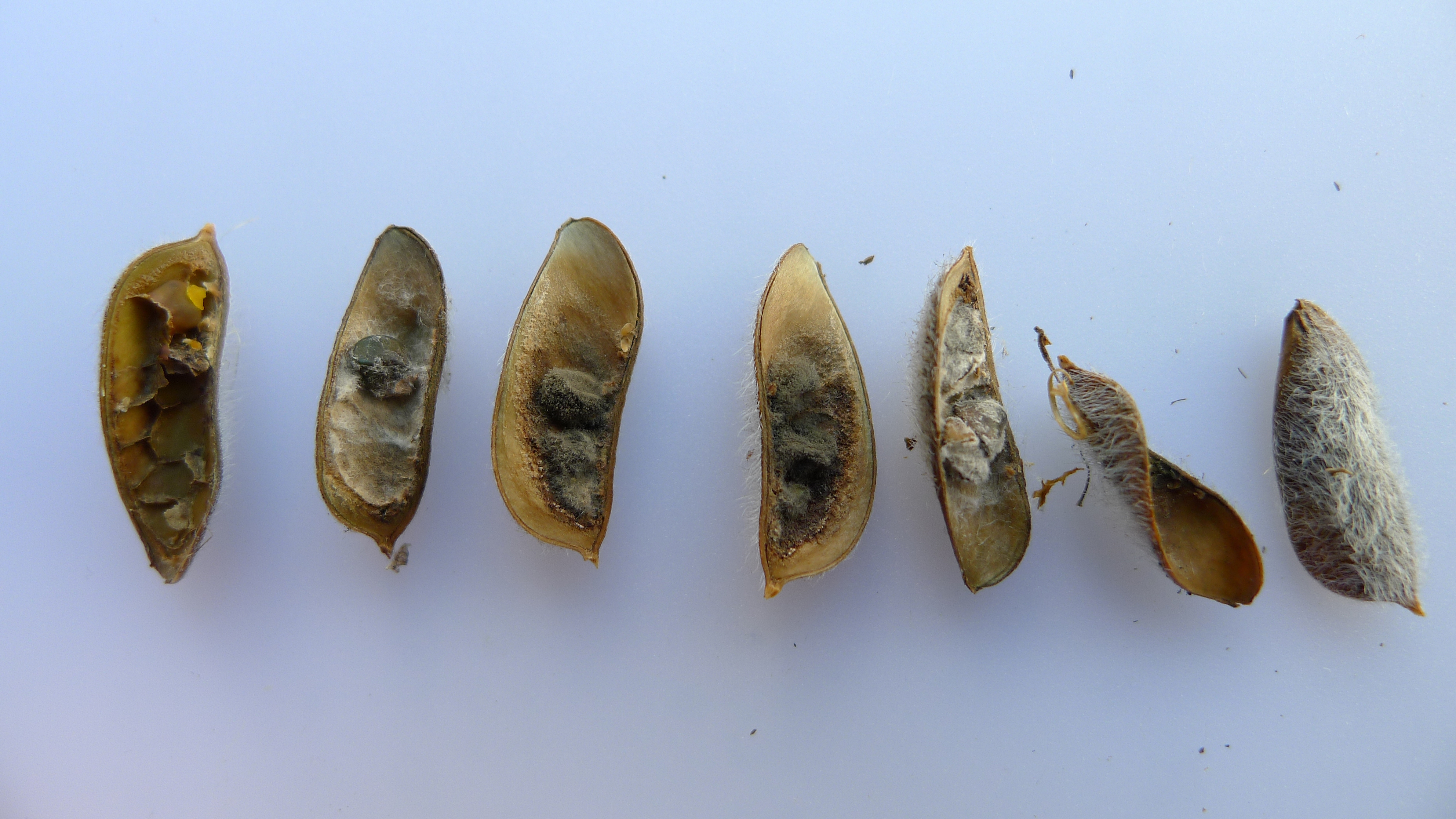
Lusky se semeny